# Базовый шаманизм
Ба́зовый шамани́зм (англ. core shamanism) — термин, предложенный американским антропологом Майклом Харнером. В результате изучения шаманских традиций различных культур учёный пришёл к следующему выводу: «Любой человек может научиться классической шаманской технике: путешествию в мир духов». Им был предложен термин «базовый шаманизм», обозначающий базовые шаманские техники, освобождённые от культурно-социального контекста. Обучение этим техникам и их использование и составляет основу сегодняшнего базового шаманизма, называемого иногда не́о-шамани́змом.
К схожим выводам о единообразии «центрального ядра» шаманских практик во всем мире пришёл и Мирча Элиаде.
Согласно исследованию, проведённому руководителем группы медицинской антропологии Института этнологии и антропологии РАН В. И. Харитоновой, современные так называемые нео-практики успешно используют базовый шаманизм как инструмент духовного и психологического развития и коррекции.

## Основные различия между традиционным и базовым шаманизмом
Исследователями выделяются следующие сходства и отличия в переживаниях и опыте традиционного шамана, прошедшего традиционное посвящение, и опытом практикующего базовый шаманизм (неошаманизм):
| Традиционный шаманизм | Базовый шаманизм |
| --- | --- |
| В традиции шаманом считался только тот, кого явно и очевидно (с точки зрения носителей традиции) выбирают духи. Иногда требуется и/или передача «статуса» шамана по наследству.                           | Доступен любому, кто разделяет базовые положения шаманизма. Культурные и религиозные традиции не имеют значения. |
| Человек не выбирает путь шамана, его выбирают духи, отказ приводит к болезни. Шаман не может перестать быть шаманом, иначе возвращается болезнь. Это дар, от которого нельзя отказаться.                  | Путь выбирается добровольно. Хотя человек может ощущать «зов» или переживать спонтанные контакты с миром духов, выбор шаманизма не является обязательным, нет шаманских болезней при прекращении практики.                                             |
| Радикальное и внезапное изменение личности после шаманской инициации, которая почти всегда сопровождается серьёзной болезнью или даже клинической смертью, психотическими эпизодами.                      | Постепенное изменение личности и жизни, которое, как правило, не связано с событиями, реально угрожающими жизни. Наблюдается укрепление психологического здоровья.                                                                                     |
| Шаманство занимает центральное место в жизни человека, все остальное уходит на второй и третий планы. | Практики могут занимать большое или малое место в жизни человека, это решает сам человек. Как правило, шаманские практики совмещаются с другими аспектами жизни или вписываются в уже существующий набор техник развития и духовного роста.            |
| Огромное количество правил и табу, нарушение которых может привести к серьёзным последствиям для шамана.                                                                                                  | Табу, обычно, не существуют, хотя они могут появиться в результате особых «договорённостей» с духами. Их нарушение воспринимается практикующим как потеря силы, полученной от духов. Травматические переживания последствий возможны, но крайне редки. |
| Шаман как правило работает только внутри собственного племени или культурной группы, его сила напрямую зависит от конкретного географического места (по субъективному восприятию шамана и его окружения). | Может практиковать в одиночку и не требуется привязки к определённому географическом месту или группе. |
| Есть строго определённый культурный и символический контекст, в котором живёт шаман. | Базовый шаманизм не привязан к одному определённому культурно-символическому контексту. |

## Базовый шаманизм и его место в современном мире
В современном обществе традиционный шаманизм существует либо как миф, либо как часть культурной программы народов.
Базовый шаманизм в силу своей необусловленности жёсткими предписаниями даёт источник реализации человеческой потребности выходить за пределы собственного эго, ощущать причастность к силам и смыслам большим чем он сам.
Базовый шаманизм (неошаманизм) возник в результате исследования традиционных шаманских практик и выделения сути (базы) (core англ.) и «вычитания» культурного контекста (бурятского, непальского и т. д.). Таким образом базовый шаманизм олицетворяет шаманские техники в «чистом виде».
Однако в последнее время наблюдается тенденция в кругу практикующих базовый шаманизм — «одевать» практику в свой собственный культурно-символический контекст. На основе неошаманизма рождается новая традиция — Городской шаманизм. Это парадоксальное существование шаманских практик вдали от мест силы и природы, в основном в европейских городах, обретает свои собственные черты и традиции:
- индивидуализм
- урбанизм, оторванность от природы
- влияние христианства, науки, психологии
- опора в основном на письменный способ передачи информации
- доступность информации о других культурах и традициях.

Для сознания современного человека шаманизм в его современном виде привлекателен возможностью проявить свою духовную сущность, свою индивидуальность и выделиться из среды окружающих людей. Эта возможность шаманства прекрасно сохраняется и в современном социуме, проявляясь точно так же, как и в традиционных культурах.

## Связанные понятия

### Шаманизм
Возникновение шаманизма разные источники определяют по-разному. От начала IV тыс. до н. э. до времен палеолита
На протяжении тысячелетий эта религия сохранялась почти неизменной. Современные шаманы Сибири, Южной и Северной Америк, Африки и Австралии обладают поразительным сходством ритуалов и миропонимания, как между собой, так и со своими предками — предшественниками.
Этнографы предполагают, что возможное объяснение этого феномена слабо поддаётся научному методу исследования. Реальность мира духов вызывает критику у людей с научным складом ума, при этом идентичность шаманского мироописания, возникавшего на разных континентах в различное время, не находит достаточного объяснения в простом присвоении феномену статуса «вымысел». В то же время общность этих феноменов, возможно, объясняется не объективным существованием оккультных сущностей, а общими для представителей всех народов глубинными закономерностями деятельности головного мозга (особенно в характерных для шаманизма изменённых состояниях сознания), которые практически не изменялись с момента возникновения современного человека как биологического вида.

### Шаман
Слово «шаман» пришло из тунгусо-маньчжурских языков и означает «тот, кто знает» или «исступлённый человек». В мире шамана (как и в анимизме) все — живое и содержит не только видимую часть, но и невидимую. Мир шамана — это мир духов, и чтобы получить доступ к этой части мира, шаман входит по своей воле в особое состояние сознания и взаимодействует с этим «невидимым» миром, ради обретения исцеления, силы и знания, которые, по завершении работы, приносит в обычную реальность и используются на благо и в помощь себе и другим.
Как правило, шамана выбирали и посвящали духи. В большинстве традиций право и возможность быть шаманом передавалось по наследству. В центральной Сибири, например, шаманство передавалось исключительно по роду. И даже если духи и избирали кого-то не из рода шамана, он никогда не мог достичь статуса шамана, и оставался как бы на более низких уровнях посвящения, не принимаемый обществом. В других традициях, например, у народов Крайнего Севера, шаманом мог стать каждый. Для этого достаточно было просто объявить себя шаманом. Титул же шамана окончательно закреплялся людьми сообщества, основываясь на реальных результатах деятельности нового шамана. Но в любом случае, быть человеку шаманом или нет, решали духи. Так как только духи могли давать реальную силу человеку быть шаманом.
Посвящение в шаманы и продвижение по уровням развития также осуществлялось духами. Как правило, в качестве такого посвящения, выбранный духами, сильно заболевал, и болезнь отступала только после того, как человек принимал путь шамана и «отдавал» себя духам. В начале становления шамана с ним взаимодействовали его непосредственные духи покровители или духи помощники. Зачастую к ним присоединялись ещё и духи предков, если шаман был рождён в традиции. В этом случае именно дух предков обучает шамана всем премудростям шаманской работы. Кроме того, в большинстве традиций за «мирскую» составляющую обучения отвечал наставник-шаман, который учил его изготавливать шаманские инструменты, использовать травы, знакомил преемника с ритуалами и местами силы.
По мере обучения и увеличения опыта, шаман устанавливал контакт с духами различных мест и стихий, сторон света, болезней, животных и растений.
Характерными инструментом, помогающими шаману в работе был бубен. Кроме того наиболее часто встречаются такие шаманские инструменты как погремушка, варган, диджериду, кристаллы, кости, специальные инструменты для хранения и переноски душ и духов. Также шаман во время камлания (от хам, кам — название шаманов в ряде тюркских языков Южной Сибири) надевает специальный костюм, который в своём наиболее древнем виде очень напоминает костюм тотемного животного или основного духа-покровителя шамана.
Основные функции, которые шаман исполнял в своём сообществе: лечение, обеспечение удачного промысла (охота, урожай), отведение несчастий, обнаружение пропавших людей и вещей, сопровождение умерших душ в загробный мир, иногда предсказание будущего. Традиционный шаман стоит на службе у своего сообщества и является его духовным, а не светским предводителем.

### Техники вхождения в транс

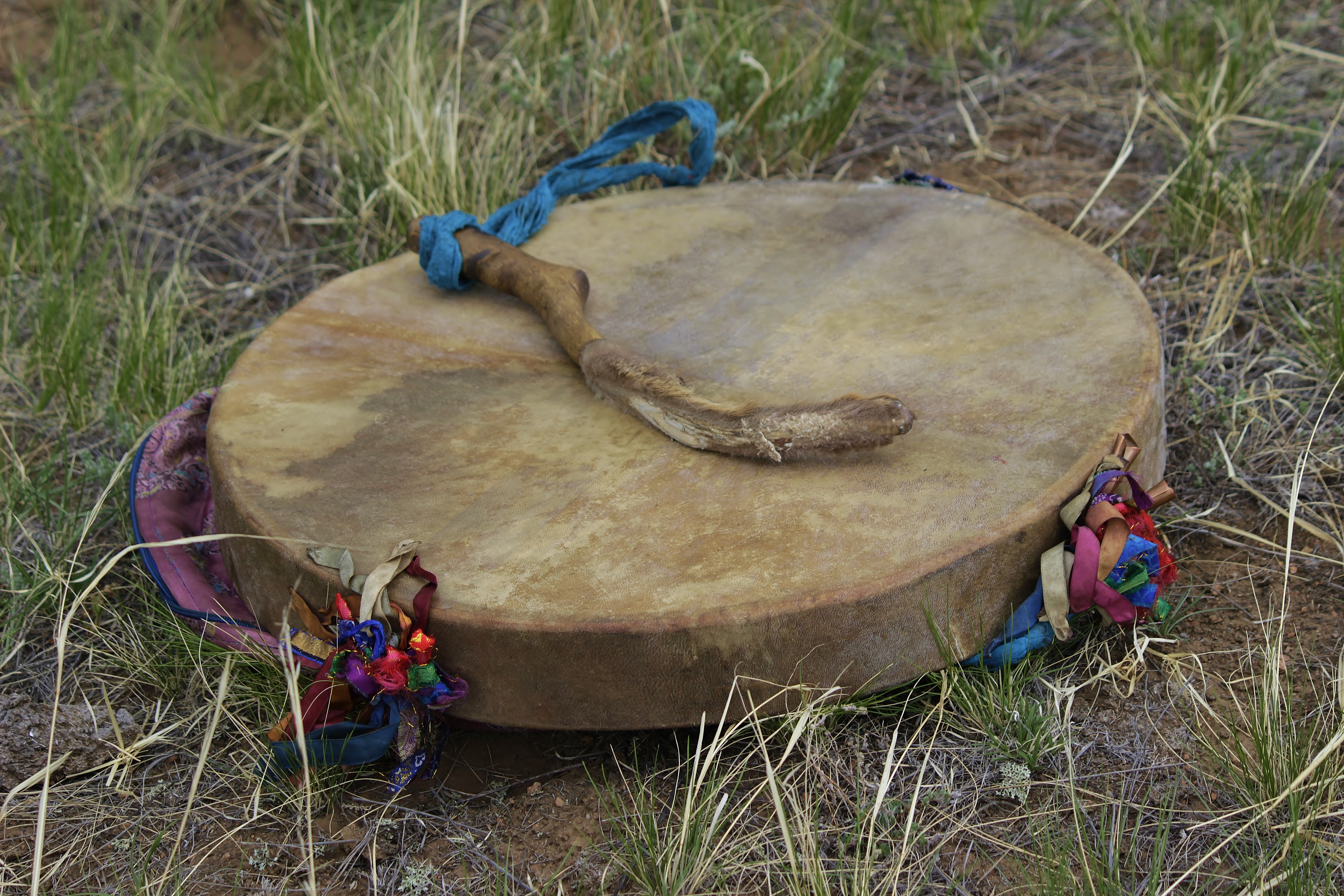
Шаманский бубен

Существуют различные техники вхождения в особое состояние сознания, техники экстаза, в терминах Мирча Элиаде. Они могут быть достаточно экстремальными: уединение, голодовка, суровые физические испытания, приём галлюциногенов, длительное сидение в пару, раскачивание на качелях, танцы под ритмическую музыку. При этом, часть шаманских техник входа в трансовое состояние встречаются в самых разных традициях практически в неизменном виде: монотонный ритм, выколачиваемый колотушкой из бубна, погремушками, ударами камней или палок друг о друга.
Шаманский бубен — наиболее распространённый инструмент для вхождения в транс. И хотя техники изготовления бубнов могут отличаться, принцип его действия неизменен в самых разных шаманских культурах.

### Картина Мира

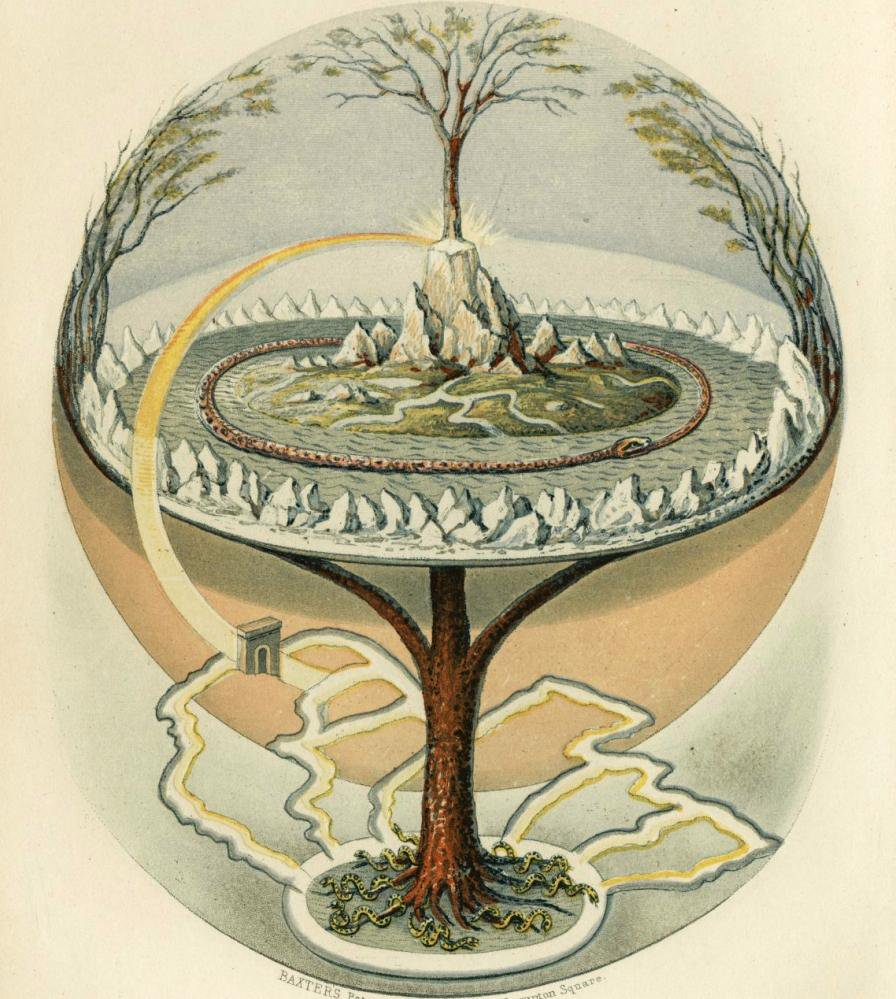
Мировое Дерево

В шаманской традиции мир разделён на три части: Нижний, Средний и Верхний миры. Эти миры соединены Мировым Деревом, чьи корни уходят глубоко в Нижний мир, а крона поднимается в Верхний.
В некоторых традициях эту функцию играет гора или река, но это скорее несёт в себе влияние более поздних религиозных воззрений.
Все миры делятся на разные слои или уровни и населены множеством духов. Духов помощников у шамана может быть несколько, обычно таковые имеются в каждом из миров, куда ходит шаман.
Так же есть места, где контакт с духами более вероятен, так как в этих местах миры соприкасаются. Древние чувствовали эти места. Часто эти места были отмечены самой природой: родник, одинокое мощное дерево среди голой степи, перевал, необычные скалы или камни. Эти места в современном языке принято называть местами силы. В этих местах совершались и совершаются обряды и молитвы и эти места считаются до сих пор священными. Храм в шаманстве — это сама природа под открытым небом среди камней и лесов и рек.